# Grimsby (Royaume-Uni)
Pour les articles homonymes, voir Grimsby.
Grimsby est une ville portuaire d'environ 87 000 habitants située sur l'estuaire de l'Humber, dans l'est de l'Angleterre. Chef-lieu du North East Lincolnshire, c'est un port considérable, notamment pour la pêche : avec le port voisin d'Immingham, la cité constitue le premier ensemble portuaire du Royaume-Uni, comptant un trafic de 66 279 t.
La ville héberge le club de football de Grimsby Town.

## Histoire
On dispose de vestiges archéologiques montrant l'existence d'une colonie d'artisans romains au IIe siècle. Le site de Grimsby, au bord de l'Haven, un affluent de l'Humber, offrait aux navires un havre idéal en cas de tempête, tout en donnant un accès immédiat aux riches bancs de poisson de la Mer du Nord.

### Vikings
Au IXe siècle, Grimsby a été fondé par les Danes. Selon la légende, Grimsby viendrait de Grim, nom d'un pêcheur danois. Le suffixe -by est en tous cas caractéristique du vieux norrois býr, qui désigne un village (suédois moderne by). Un conte médiéval évoque la fondation de Grimsby : le lai d’Havelok le Danois ; mais les historiens n'y voient qu'une invention.
Selon la mythologie viking, Grim (masque) et Grimnir (le masqué) sont les pseudonymes adoptés par Odin lorsqu'il voyageait incognito parmi les mortels ; nom que l'on retrouve dans un court passage, l’« ode de Grimnir » (Grimnismal) de l’Edda poétique : pour les auditeurs médiévaux du lai d’Havelok le Danois, le pêcheur Grim était Odin déguisé.
On retrouve d'ailleurs ce nom "Grimr/Grim" à travers tout le Danelaw historique et au-delà en Grande-Bretagne : ainsi les innombrables môles appelés Grimsdyke. Ces toponymes sont généralement interprétés comme des références à Woden/Odin (par ex. ceux de Grimsbury, Grimspound, Grime's Graves, Grimsditch ou Grimsworne) : sans doute l'étymologie de Grimsby n'est-elle pas différente.
Grimsby est mentionné dans le Domesday Book (1086) comme un village de 200 habitants, possédant une église, un moulin et un bac.

### Moyen Âge
Au cours du XIIe siècle, Grimsby devint un port de pêche et de commerce, qui se classa même dans les douze plus gros contributeurs aux impôts perçus par la Couronne. La ville reçut sa charte du roi Jean en 1201. Le premier bourgmestre entra en fonctions en 1202.
Grimsby est citée dans l’Histoire des comtes des Orcades : en vers allitératifs (Dróttkvætt), Kali Kolsson chante son retour :
| Texte norrois | Traduction |
| --- | --- |
| Vér hǫfum vaðnar leirur vikur fimm megingrimmar; saurs vara vant, er várum, viðr, í Grímsbœ miðjum. Nú'r þat's más of mýrar meginkátliga látum branda elg á bylgjur Bjǫrgynjar til dynja | Nous nous sommes frayés un passage en cinq semaines de cauchemar ; la boue ne nous était pas épargnée, pour descendre jusqu'à Grimsby. Mais à présent nos proues cornues chevauchent joyeusement la crête de vagues à travers la mare aux mouettes jusqu'à Bergen. |

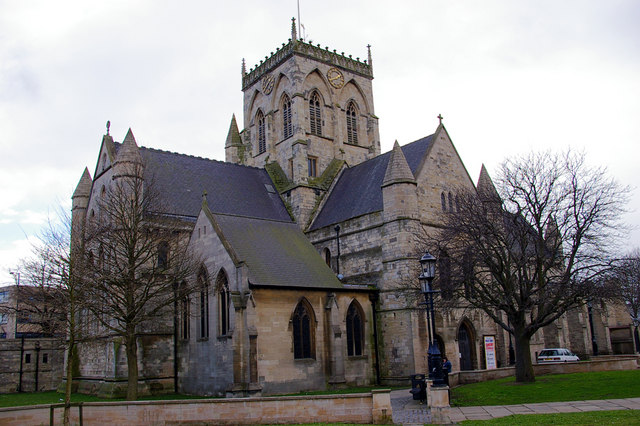
L'église Saint-Jacques, devenue Grimsby Minster, avant les travaux d'agrandissement.

Entourée de marécages, Grimsby était dépourvue de remparts, mais un fossé avait été creusé autour du village. Au Moyen Âge, Grimsby possédait deux églises : l'église Sainte-Marie et l'église Saint-Jacques. Il ne subsiste aujourd'hui que Saint-Jacques, rebaptisée Grimsby Minster : une légende dit qu'un gnome qui jouait des tours aux fidèles fut pétrifié en statue (il existe une légende similaire pour la cathédrale de Lincoln; cf. démon de Lincoln). Au milieu du XIVe siècle, la ville bénéficia de la générosité d'Edmond de Grimsby, notable devenu grand officier de la Couronne et juge en Irlande.
Au XVe siècle, la rivière Haven commençait à s'envaser, au point d'empêcher les navires remontant le Humber d'accoster. Grimsby connut alors un lent déclin qui se poursuivit jusqu'au XVIIIe siècle : en 1801, la population n'était plus que de 1 524 habitants, soit la population qu'elle avait sans doute pendant tout le Moyen Âge.

### Expansion du port et des pêcheries
Le parlement de Grande-Bretagne vota en mai 1796 la création de la Grimsby Haven Company, chargée d'agrandir et d'aménager le port de Great Grimsby. Après le dragage et l'extension des quais au début du XIXe siècle, la ville connut une croissance rapide. Du port de Grimsby, l'hinterland était approvisionné en minerai de fer, en bois de charpente, en céréales et en fibres de chanvre et de lin. Pour faire face à la demande, il fallait sans cesse étendre les quais : la loi du Grimsby Docks Act (1845) autorisa les travaux.

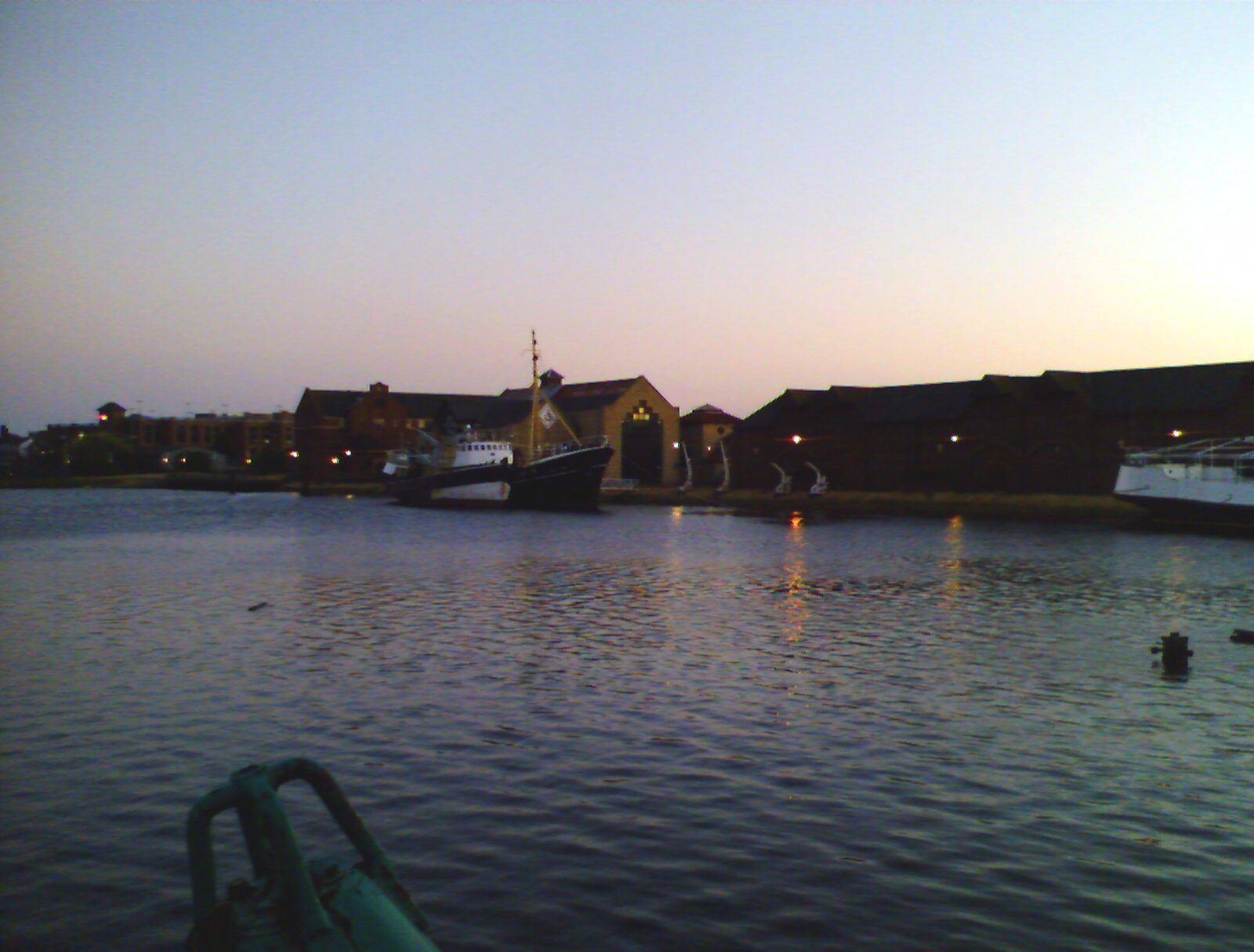
Les quais Alexandra et le Centre patrimonial de la Pêche.

L'arrivée du chemin de fer en 1848 facilita l'acheminement des marchandises et des produits agricoles depuis les fermes de la région pour alimenter les marchés. Le charbon extrait des mines du sud du Yorkshire était exporté par bateau depuis Grimsby. La liaison ferroviaire directe avec Londres et le marché aux poissons de Billingsgate firent la réputation des pêcheries de la ville dans toute l'Angleterre. La première halle aux poissons de Grimsby n'ouvrit qu'en 1856, faisant désormais de cette ville le carrefour de l'industrie halieutique britannique.
La demande en poisson s'accrut au point qu'à son apogée, dans les années 1950, Grimsby s'afficha comme le premier port de pêche au monde. Sa population était passée de 75 000 habitants (1901) à 92 000 habitants en 1931.

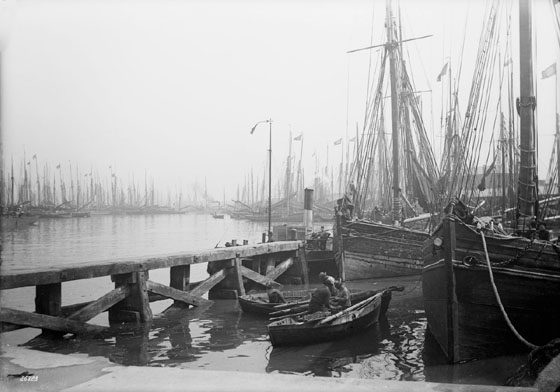
Le quai des chalutiers de Grimsby c. 1890

Mais la Crise de 1929 et la restructuration de l’industrie halieutique se sont accompagnées d'un fort chômage. À cela près, la population est demeurée stable pour le reste du XXe siècle.

### La Seconde guerre mondiale

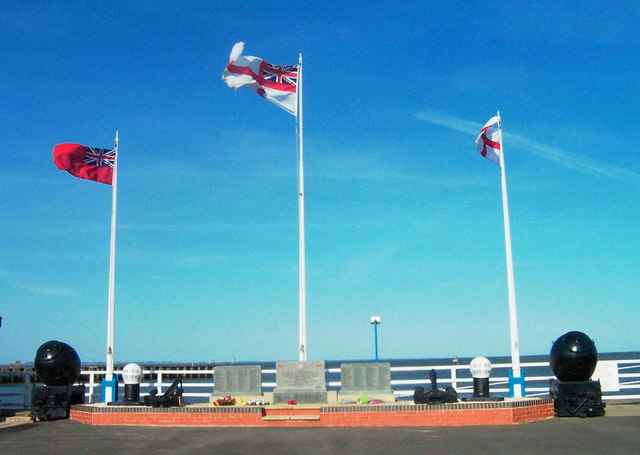
Monument aux morts sur le dock de Grimsby.

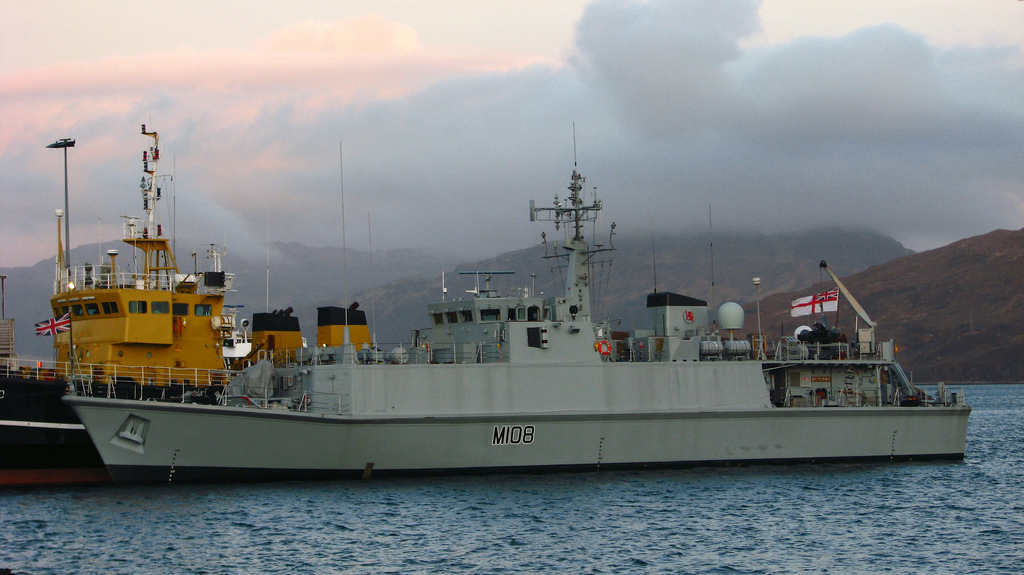
Le.

Le Royal Dock devint pendant ce conflit la principale base de chasseurs de mines de la Mer du Nord. L'Amirauté avait réquisitionné plusieurs chalutiers comme chasseurs de mines, et les avait affectés au Royal Naval Patrol Service. Le plus souvent, les équipages étaient composés de pêcheurs du civil, de réservistes et de volontaires de la Royal Navy. Ces chalutiers se servaient de leurs chaînes d'ancre et des poulies à filets pour tracter dans l'eau des paravanes à lames coupantes pour remonter les mines à la surface et les déplacer.
Cette mission était tellement dangereuse que le Patrol Service est l'unité de la Royal Navy qui a perdu le plus de navires de toute la guerre, avec 2 385 victimes. Les anciens combattants de la Patrouille navale de Grimsby ont collecté les fonds pour la construction du mémorial qui jouxte la capitainerie pour rendre hommage à la bravoure et au sacrifice de leurs camarades disparus,.
Aux premières heures du 14 juin 1943, un raid aérien de la Luftwaffe a largué plusieurs bombes d'une tonne, 6 000 bombes incendiaires et plus de 3000 bombes Butterfly sur Grimsby. 90 personnes y ont trouvé la mort. Au total, les bombardements sur Grimsby et Cleethorpes ont fait 196 morts et 184 blessés au cours du conflit. Les bombes Butterfly, qui couvraient tout le sol, gênaient les pompiers chargés d'éteindre les incendies. La recherche des cadavres s'est poursuivie un mois après le bombardement du 14 juin.

### L'Après-guerre
Par suite de la guerre de la morue et des quotas imposés par la Politique commune de la pêche de l'Union Européenne, plusieurs compagnies se sont détournées de Grimsby. L'effondrement de l'activité de pêche à Grimsby a sonné le glas des modes de vie traditionnels. Comme dans les bassins houillers d'Angleterre, le chômage s'est accompagné de la misère et d'une hausse de la violence. Comme le Ross Group, certaines sociétés se sont rabattues sur l'industrie de la conserverie.

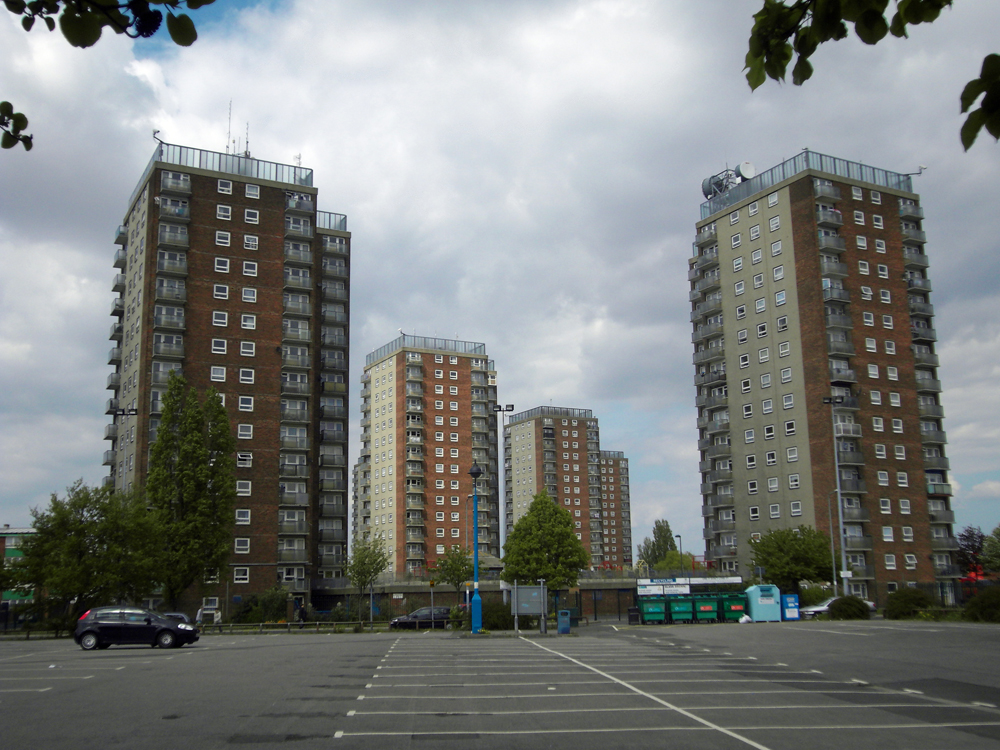
Les tours du quartier d'East Marsh ont été évacuées et démolies en 2018.

Plusieurs monuments et expositions du Fishing Heritage Centre rendent hommage aux pêcheries de Grimsby. L'une de ses attractions est un chalutier des années 1950, le Ross Tiger. Il n'y a plus beaucoup de chalutiers actifs sur le port de Grimsby, mais la ville s'efforce de conserver son grand marché aux poissons.
Le 23 novembre 1981, Grimsby a été balayée par une tornade de catégorie F1 à F3. Depuis le milieu des années 1980, le bac de la Humber, le PS Lincoln Castle, désaffecté, était amarré au quai Alexandra et aménagé en pub\restaurant. Malgré son architecture particulière et son statut de dernier vapeur britannique encore intact, l'exploitation n'était pas rentable et le navire a été ferraillé en 2010. Seul subsiste le Ross Tiger, ultime vestige de ce qui fut naguère la plus vaste flotte de chalutiers au monde.

## Géographie

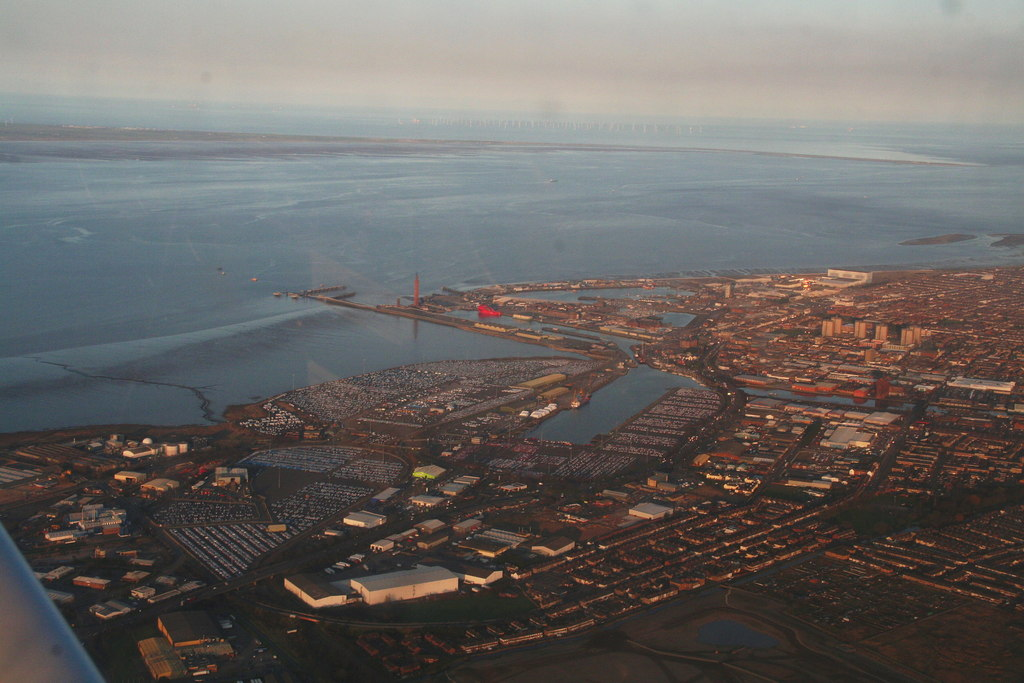
Les docks de Grimsby et l'estuaire de la Humber jusqu'au cap Spurn.

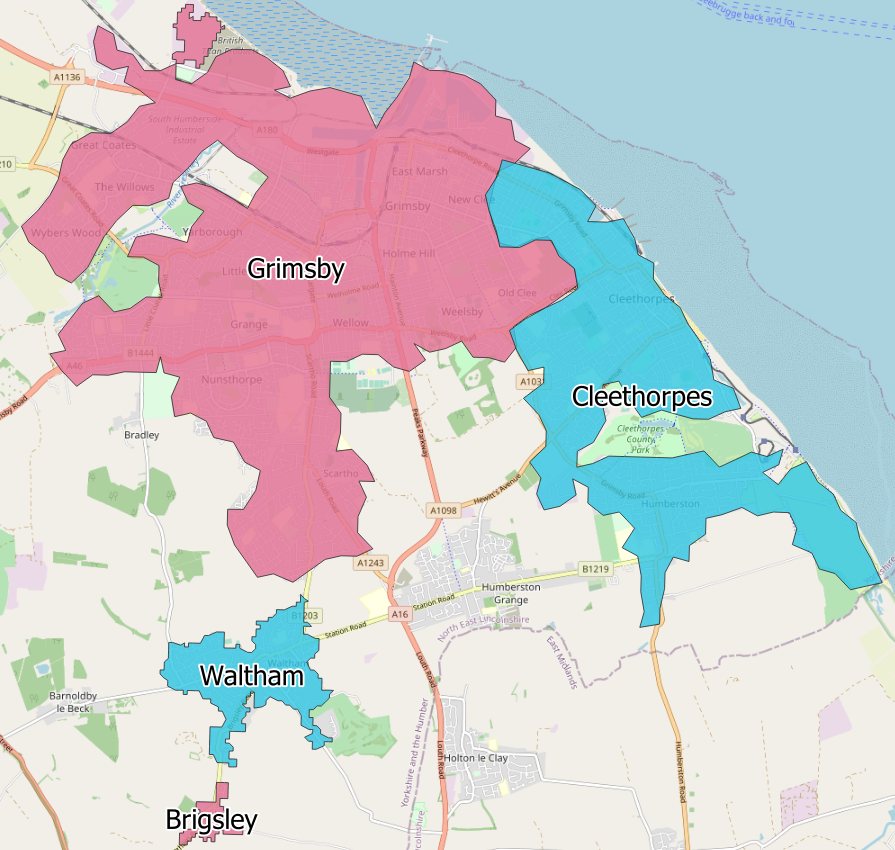
Carte de l'aire urbaine de Grimsby avec le zonage.

On appelle cette ville "Great Grimsby" pour la distinguer de Little Grimsby, un village situé à 22 km au sud, voisin de Louth. Sa  population était de 88 243 habitants au recensement de 2011, et de 88 323 habitants en 2019. Elle forme une conurbation avec Cleethorpes et les villages d'Humberston, de Scartho, de Brigsley et de Waltham. Selon le recensement de 2011, la conurbation avait une population de 134 160 habitants, ce qui en fait la seconde du Humberside. Elle dépend de l'autorité unitaire du Nord Est du Lincolnshire et est connectée par un échangeur à l’A180, dont le terminus est Cleethorpes.
Au recensement de 2011, la zone urbaine comptait 65 804 hommes et 68 356 femmes, de race blanche à 97 %. 61% des habitants professaient une religion ; plus de 31% n'en déclaraient aucune et 7% n'ont pas répondu à la question,.
Grimsby se trouve à la jonction du Pays de la Humber et de celui du Littoral et estrans du Lincolnshire ; du point de vue topographique, c'est essentiellement une plaine maritime. La ville s'est édifiée sur des atterrissements et des sèches des marécages de l'estuaire de la Humber ; elle s'est étendue à mesure que l'on poldérisait ces marécages. La ville a conservé ce passé dans les noms de quartiers d'East Marsh et de West Marsh. Les Wolds du Lincolnshire, où la Freshney prend sa source, se dressent au sud-ouest de la ville.

## Économie

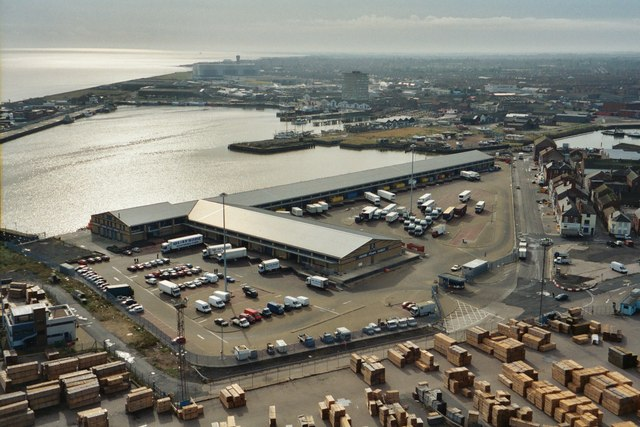
Les docks de Grimsby et le marché au poisson.

L'activité économique de Grimsby se partage entre le trafic portuaire, la logistique et l'agroalimentaire, notamment les conserveries de poisson, la chimie et l'industrie de transformation, et enfin le digital. À l'est, Cleethorpes est une ville touristique, tandis qu'un vaste complexe chimique s'est développé depuis les années 1950 le long du littoral ouest et des plages de la Humber jusqu'à Immingham, qui s'est tourné depuis les années 1990 vers la gazéification.

### Énergies renouvelables
Grimsby s'est lancée dans un vaste programme d'énergies renouvelables, et produit en 2020 davantage d'électricité solaire, éolienne, méthanisation et gaz de décharge que n'importe quelle autre agglomération d'Angleterre. L'agglomération produit 28 % de l'électricité qu'elle consomme à partir de ressources renouvelables. Il y a au large le plus vaste complexe de fermes éoliennes en mer d'Europe : elles ont créé près de 1 500 emplois, la plupart liés à la maintenance des turbines.